# تکیه نایب آقامراد
تکیه نایب آقامراد تکیه‌ای در شهر کرمانشاه است که در محلهٔ فیض‌آباد این شهر واقع شده‌است. تاریخ ساخت این تکیه دقیقاً مشخص نیست، اما احتمالاً به دورهٔ پهلوی دوم و سال ۱۳۲۴ هجری شمسی تعلق داشته‌باشد.

## موقعیت
تکیه نایب آقامراد در محلهٔ فیض‌آباد در شهر کرمانشاه قرار دارد. این تکیه در کنار هیئت مذهبی «مسلم‌بن عقیل» و در نزدیکی مسجد زردویی‌ها، پشت به مسجد واقع شده، و ورودی آن در گذر قدیمی این محله قرار دارد.

## قدمت
تاریخچه احداث تکیهٔ نایب آقامراد مشخص نیست. تنها مدرک در رابطه با تاریخچهٔ این تکیه، سندی تحت عنوان مصالحه‌نامه معمار «عبداله صیفی» است، که به تاریخ ۲۶ فروردین ۱۳۲۴ خورشیدی تعلق دارد و از آن چنین استنباط می‌شود که به دستور فردی به نام نایب آقامراد در سال ۱۳۲۴ خورشیدی ساخته شده و طراحی و ساخت آن توسط معمار عبدالله صیفی انجام شده‌است.
«از حین فوت مصالح الی یک‌صد سال خورشیدی سه نفر مصالحون و اعقاب آن عوایب و درآمد مورد مصالحه را همه ساله در لیالی دههٔ عاشورا در تکیهٔ معروف به نایب آقامراد روضه‌خوانی و اطعام نمایند …»
همچنین اهالی محل معتقدند که قبر نایب آقامراد که به عنوان بانی تکیه شناخته می‌شود در درون ساختمان تکیه قرار داشته‌است.

## نام تکیه
اگرچه این تکیه نایب آقامراد نام دارد، اما بسیاری از اهالی شهر آن را با نام تکیهٔ نایب آقابرار می‌شناسند. مشخص نیست که آقا برار فردی دیگر به جز بانی تکیه بوده، یا اینکه لقبی برای همان فرد بانی تکیه است.